# Drino varipennis
Drino varipennis är en tvåvingeart som först beskrevs av Charles Howard Curran 1934.  Drino varipennis ingår i släktet Drino och familjen parasitflugor.
Artens utbredningsområde är Guyana. Inga underarter finns listade i Catalogue of Life.